# 克里韋 (拉傑霍夫區)
50°14′4″N 24°39′16″E / 50.23444°N 24.65444°E
克里韋（烏克蘭語：Криве），是烏克蘭西部的村莊，隸屬利維夫州的舍普季茨基區。該村面積1.51平方公里，海拔高度222米，2022年人口711，人口密度每平方公里493.38人。